# Freier (Prostitution)
Als Freier oder Prostitutionskunde, im Jargon der Sexarbeit bzw. Prostitution auch Kunde oder Gast, wird eine Person bezeichnet, die für sexuelle Dienstleistungen bezahlt.

## Etymologie von „Freier“
In der deutschen Sprache gibt es für die Kundschaft der Prostituierten die Personenbezeichnung Freierin bzw. Freier. Laut Duden geht das Wort zurück auf „mittelniederdeutsch, mittelhochdeutsch (mitteldeutsch) vrīer“. Freien wurde (etwa von Martin Luther) gleichbedeutend mit „heiraten“ genutzt. Eine Frau zu freien bedeutet (nach wie vor, aber ungebräuchlich), sich um ihre Liebe hinsichtlich ihres Einverständnisses zur Ehe zu bemühen. Der Ausdruck Auf Freiersfüßen wandeln bedeutet scherzhaft „eine Ehefrau suchen“. Das Verb freien geht zurück auf mitteldeutsch vrīen („zur Frau machen, zur Ehe nehmen“) und ist verwandt mit altsächsisch frī („Weib“).

## Profil
Studien über Kunden in der Prostitution kommen wiederholt zu dem Ergebnis, dass es kein eindeutiges Profil des Kunden gibt: Kunden sind überwiegend männlich, aber bei Herkunft, Bildungsniveau, Gesellschaftsschicht und politischen sowie religiösen Überzeugungen gibt es kein grundsätzliches Muster. Dies gilt in Deutschland sowie international. Allerdings sind laut einer Studie aus dem deutschsprachigen Raum Männer mit Abiturabschluss, aus akademischen Kreisen und mit überdurchschnittlichem Einkommen leicht überrepräsentiert.
Studien zeigen zudem, dass es sich bei den überwiegend männlichen Kunden um Männer jeden Alters handelt, wenn auch die am häufigsten vertretene Altersgruppe die 20–40-Jährigen sind.
In Bezug auf weiblichen Sextourismus in der Karibik sind Hinweise auf eine Überrepräsentanz von Frauen der amerikanischen weißen Mittelschicht erkennbar.

## Prostitutionskunden der Gegenwart (Deutschland)
Laut der einzigen repräsentativen Studie aus dem deutschen Sprachraum nimmt circa jeder fünfte deutsche Mann mindestens einmal im Leben eine sexuelle Dienstleistung in Anspruch. Das Bundesfamilienministerium schätzt die Zahl der täglichen Prostitutionskunden in Deutschland auf 1,2 Millionen.
Seit Einführung des Prostitutionsgesetzes besteht in Deutschland für Prostituierte ein Rechtsanspruch auf Bezahlung, während dies zuvor aufgrund der Sittenwidrigkeit von Prostitution nicht der Fall war. Kunden, die nicht bezahlen wollen, werden im Jargon als „Nuttenpreller“ bezeichnet. Der umgekehrte Fall, bei dem der Kunde bestohlen wird, wird als „Beischlafdiebstahl“ bezeichnet. Verlangen Prostituierte mehr Geld als vereinbart, wird dies im Jargon als „Nachkobern“ bezeichnet.
Der Kontakt wird unter anderem über Medien gesucht, beispielsweise über Kontaktanzeigen in Zeitungen. Im Internet findet die Anbahnung über Erotikportale, Foren und Kleinanzeigenportalen auch über „Gesuche“ der Prostitutionskunden z. B. nach TG-Treffen statt. Eine weitere Möglichkeit ergibt sich in Bordellen, einschlägigen Nachtbars, Laufhäusern und auf dem Straßenstrich.

## Straf- und ordnungsrechtliche Aspekte (Deutschland)
Die Inanspruchnahme von sexuellen Dienstleistungen bei Erwachsenen ist in Deutschland grundsätzlich nicht strafbar. Werden sexuelle Handlungen gegen Entgelt mit Minderjährigen durchgeführt, handelt es sich um eine Straftat nach § 182 Absatz 2 StGB (→ Sexueller Missbrauch von Jugendlichen). Ist das Opfer unter 14 Jahren, macht sich der Straftäter nach § 176 und 176a StGB schuldig. (→ Sexueller Missbrauch von Kindern).
Im Falle der sexuellen Ausbeutung von Erwachsenen in der Prostitution existiert ein fließender Übergang vom Kunden zum Straftäter. Seit 15. Oktober 2016 können auch Ausbeuter von Zwangsprostituierten bestraft werden (§ 232a Absatz 6 StGB). Seit dem 10. November 2016 kommt auch eine Bestrafung wegen sexuellen Übergriffs bzw. Vergewaltigung nach § 177 StGB in Frage. Seit 1. Oktober 2021 können Kunden auch dann bestraft werden, wenn sie leichtfertig nicht erkannt haben, dass es sich um eine Zwangsprostituierte handelt. Der Begriff Freier taucht im deutschen Strafgesetzbuch nicht auf.
Die bundesweiten Straftatbestände (§ 184f und § 184g StGB) und Ordnungswidrigkeiten (§ 120 Ordnungswidrigkeitengesetz) der verbotenen Prostitution im Sperrbezirk oder der jugendgefährdenden Prostitution gelten ausschließlich für die Prostituierten selbst, nicht für deren Kunden. Den Kommunen ist es allerdings möglich, in kommunalen Verordnungen auch für Kunden die Kontaktaufnahme zu Prostituierten im Sperrbezirk zu untersagen und mit Geldbußen zu belegen. Derartige Verordnungen gibt es unter anderem in den Städten Düsseldorf, Leipzig, Mannheim und Stuttgart. Der Begriff Freierin bzw. Freier wird in diesen Regelungen nicht gebraucht.
Seit 2017 ist die Verletzung der Kondompflicht durch den Kunden oder die Kundin mit einem Bußgeld von bis zu 50.000 Euro belegt. (§ 33 Absatz 1 Satz 3 und Absatz 3 Prostituiertenschutzgesetz (ProstSchG))